# IC 4628
IC 4628 је емисиона маглина у сазвјежђу Шкорпија која се налази на листи објеката дубоког неба у Индекс каталогу.
Деклинација објекта је - 40° 27' 24" а ректасцензија 16h 57m 0,0s. IC 4628 је још познат и под ознакама ESO 332-EN14.